# Croton janeirensis
Espèce
Croton janeirensis est une espèce de plantes à fleurs du genre Croton et de la famille des Euphorbiaceae, présente à l'est du Brésil.
Il a pour synonymes :
- Croton macrocalyx, Mart. ex Baill., 1864
- Oxydectes macrocalyx, Kuntze